# Lawrenceburg (Kentucky)
Lawrenceburg város az Amerikai Egyesült Államok Kentucky államában, Anderson megyében, melynek megyeszékhelye is. Lakosainak száma 11 728 fő (2020. április 1.).

## Népesség
A település népességének változása:

| 2010 | 10 505 |
| 2020 | 11 728 |